# Chris Smith (baseball, 1981)
Pour l'autre lanceur du même nom, voir Chris Smith (baseball, 1988).
Pour les articles homonymes, voir Chris Smith et Smith.
Christopher Michael Smith (né le 9 avril 1981 à Apple Valley, Californie, États-Unis) est un lanceur droitier de la Ligue majeure de baseball.

## Carrière

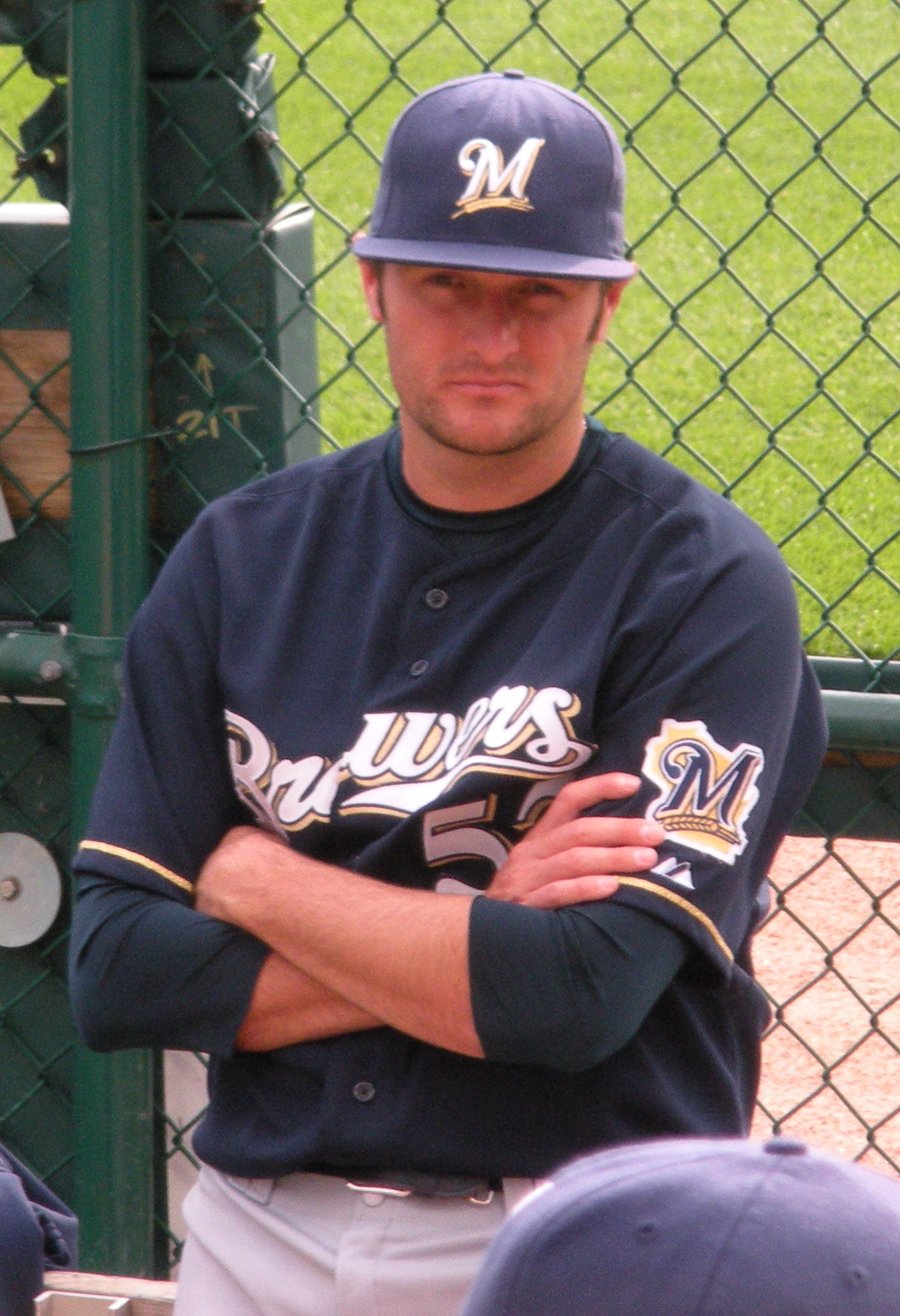
Chris Smith en 2009 avec les Brewers de Milwaukee.

Joueur des Highlanders de l'université de Californie à Riverside, Chris Smith est choisi par les Red Sox de Boston au 4e tour de sélection du repêchage de 2002. Il fait ses débuts dans le baseball majeur avec les Red Sox le 21 juin 2008 et apparaît dans 12 parties de l'équipe comme lanceur de relève cette année-là. Il rejoint ensuite les Brewers de Milwaukee, avec qui il dispute 35 matchs durant la saison 2009, puis trois en 2010. 
En 2011, il ne joue qu'en ligues mineures et s'aligne avec les Rainiers de Tacoma, le club-école des Mariners de Seattle. Après avoir été libéré par l'équipe, il s'inscrit à l'automne à université de Californie à Riverside, où il étudie en sociologie. Smith semble avoir renoncé à sa carrière de joueur, et prévoit compléter ses études en sociologie et tenter d'obtenir un poste d'instructeur des lanceurs avec l'équipe de son université. Mais il est invité en 2013 à jouer pour les Wingnuts de Wichita, une équipe indépendante de l'Association américaine, puis pour les Skeeters de Sugar Land dans l'Atlantic League ; ses performances dans le baseball indépendant lui valent un nouveau contrat professionnel, une entente des ligues mineures offerte par les Padres de San Diego.
Après avoir joué en 2014 et 2015 dans les ligues mineures avec des clubs affiliés aux Padres, Smith signe chez les Athletics d'Oakland en novembre 2015 et est assigné à leur club-école de Nashville au printemps 2016. 
Smith, qui n'avait plus joué au niveau majeur depuis le 14 juin 2010 avec Milwaukee, effectue son retour au plus haut niveau le 7 août 2016 pour Oakland. Alors qu'il ne lui restait plus qu'un cours de langue des signes américaine à compléter à la rentrée scolaire d'automne pour obtenir son diplôme en sociologie de l'université, Smith change ses plans pour pouvoir compléter la saison de baseball 2016 avec les Athletics. Le lanceur de 35 ans apparaît dans 13 parties de l'équipe et maintient en 24 manches et deux tiers de travail une moyenne de points mérités de 2,92.
Dans les ligues mineures le 7 juin 2017, Smith lance pour les Sounds de Nashville, club-école d'Oakland, les 6 premières manches d'un match sans coup sûr combiné face aux Storm Chasers d'Omaha complété par Sean Doolittle, Tucker Healy et Simón Castro.